# Boulevard
Boulevard (с фр. — «Бульвар») — финская поп-группа, дважды представлявшая свою страну на конкурсе песни Евровидение (в 1987 и 1988 годах).

## История
Группа была образована в 1983 году Кюости Райхи и Эркки Корхоненом. Первое выступление начинающих музыкантов прошло в отеле «Hotelli Olympian» в том же году. В дальнейшем к ним также присоединились Матти Ауранен и Туомо Тепса. Дебютный альбом был выпущен в 1988 году.
В 1987 году, вместе с Вики Рости, исполнители выступили на песенном конкурсе Евровидение-1987. В итоге композиция «Sata salamaa» финишировала на пятнадцатом месте (32 балла). В следующем году Boulevard снова отправились на конкурс. На этот раз выступление с песней «Nauravat silmät muistetaan» прошло значительно хуже их прошлогоднего результата — с результатом в три балла группа стала двадцатой (предпоследней) в общем зачёте.
Группа распалась в 1994 году.

## Дискография
Альбомы
- Nauravat silmät (1988)